# Laukizko Udala Saria
Le Laukizko Udala Saria (« Prix de la mairie de Laukizko ») est une course cycliste espagnole disputée chaque année à Laukiz (Biscaye), dans la communauté autonome du Pays basque. Elle fait actuellement partie du calendrier du Torneo Euskaldun.
L'édition 2013 se déroule sous la forme d'un contre-la-montre par équipes.

## Palmarès depuis 1999
| Année     | Vainqueur            | Deuxième                 | Troisième                      |
| --------- | -------------------- | ------------------------ | ------------------------------ |
| 1999      | Josu Silloniz (es)   | Carlos Canizares         | Samuel Sánchez                 |
| 2000-2002 | ?                    | ?                        | ?                              |
| 2003      | Iñigo Lariz          | Imanol Erviti            | Aingeru Artetxe                |
| 2004      | Jesús López Sáez     | José Joaquín Rojas       | Alberto Fernández de la Puebla |
| 2005      | José Joaquín Rojas   | Iker Aramendia           | Ander Odriozola                |
| 2006      | Raúl Santamarta      | Beñat Intxausti          | Javier Aramendia               |
| 2007      | ?                    | ?                        | ?                              |
| 2008      | Andrey Amador        | José Antonio Baños (de)  | Mikel Filgueira                |
| 2009      | Mario Gutiérrez      | Rubén García Pérez       | Garikoitz Bravo                |
| 2010      | Fernando Grijalba    | Víctor Gómez             | Carlos Barbero                 |
| 2011      | Karol Domagalski     | Francisco García Nicolas | Josué Moyano                   |
| 2012      | Carlos Antón Jiménez | Víctor Moleón            | Yoän Vérardo                   |
| 2013      | Caja Rural amateur   | Naturgas Energía         | Café Baqué-Conservas Campos    |
| 2014      | Daniel López         | Imanol Díaz              | Jakub Kaczmarek                |
| 2015      | Mikel Aristi         | Daniel López             | Óskar Malatsetxebarria         |
| 2016      | Dzmitry Zhyhunou     | Cyril Barthe             | David Casillas                 |
| 2017      | Fernando Barceló     | Mikel Alonso             | Cyril Barthe                   |
| 2018      | Martí Márquez        | Yeison Reyes             | Gabriel Silva                  |
| 2019      | Eneko Aramendia      | Jordi López              | Julen Latorre                  |
| 2020-2021 | non disputé          | non disputé              | non disputé                    |
| 2022      | Abel Balderstone     | Mikel Mujika             | José Marín Aragón              |
| 2023      | Tom Donnenwirth      | Pablo García Francés     | Julen Arriola-Bengoa           |
| 2024      | Lucas Towers         | Aimar Erostarbe          | Diego Ruiz de Arcaute          |
| 2025      | Eder Moreno          | Aimar Galdós             | Marc Rubirola                  |